# Bruchophagus filisilvae
Bruchophagus filisilvae är en stekelart som först beskrevs av Girault 1927.  Bruchophagus filisilvae ingår i släktet Bruchophagus och familjen kragglanssteklar. Inga underarter finns listade.